# Berrydale
Berrydale es un lugar designado por el censo ubicado en el condado de Santa Rosa en el estado estadounidense de Florida. En el Censo de 2010 tenía una población de 441 habitantes y una densidad poblacional de 19,68 personas por km².

## Geografía
Berrydale se encuentra ubicado en las coordenadas 30°53′25″N 87°2′12″O / 30.89028, -87.03667. Según la Oficina del Censo de los Estados Unidos, Berrydale tiene una superficie total de 22.4 km², de la cual 22.35 km² corresponden a tierra firme y (0.24%) 0.05 km² es agua.

## Demografía
Según el censo de 2010, había 441 personas residiendo en Berrydale. La densidad de población era de 19,68 hab./km². De los 441 habitantes, Berrydale estaba compuesto por el 82.54% blancos, el 14.97% eran afroamericanos, el 1.13% eran amerindios, el 0% eran asiáticos, el 0% eran isleños del Pacífico, el 0% eran de otras razas y el 1.36% pertenecían a dos o más razas. Del total de la población el 2.27% eran hispanos o latinos de cualquier raza.